# Le Chaudron infernal
Le Chaudron infernal é um filme de curta metragem francês de 1 minuto de duração, do ano de 1903, dirigido a ator do cinema Georges Méliès. Lançado pela Star Film Company de Georges Méliès, o filme é numerado como 499-500 em seus catálogos.